# Rue Gervex
La rue Gervex est une voie du 17e arrondissement de Paris, en France.

## Situation et accès
La rue Gervex est une voie publique située dans le 17e arrondissement de Paris. Elle débute au 7, rue Jules-Bourdais et se termine au 2, rue de Senlis.

## Origine du nom

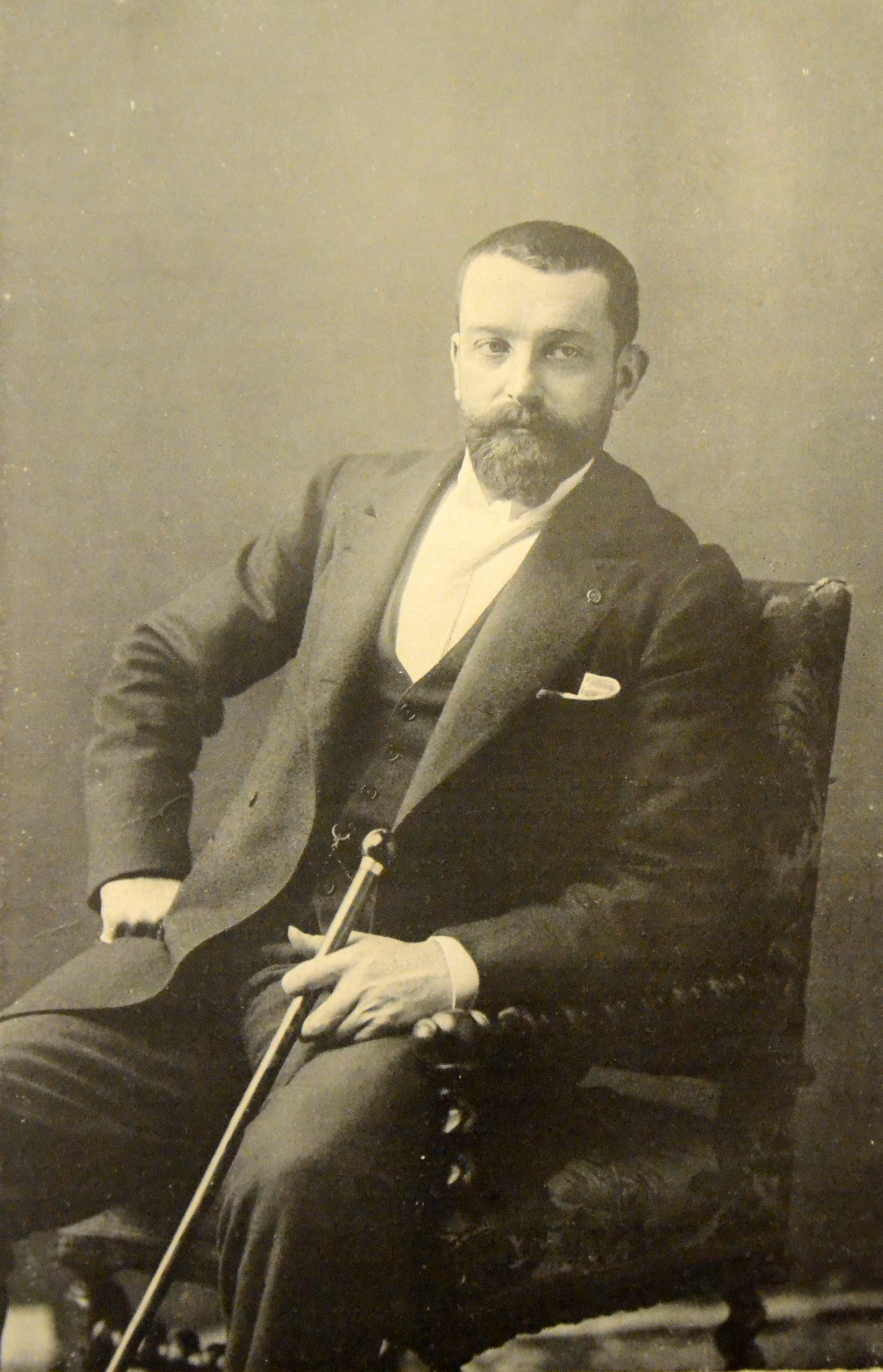
Henri Gervex.

Elle porte le nom du peintre et pastelliste français Henri Gervex (1852-1929).

## Historique
Cette rue est ouverte et prend sa dénomination actuelle en 1930 sur l'emplacement du bastion no 47 de l'enceinte de Thiers.

## Bâtiments remarquables et lieux de mémoire

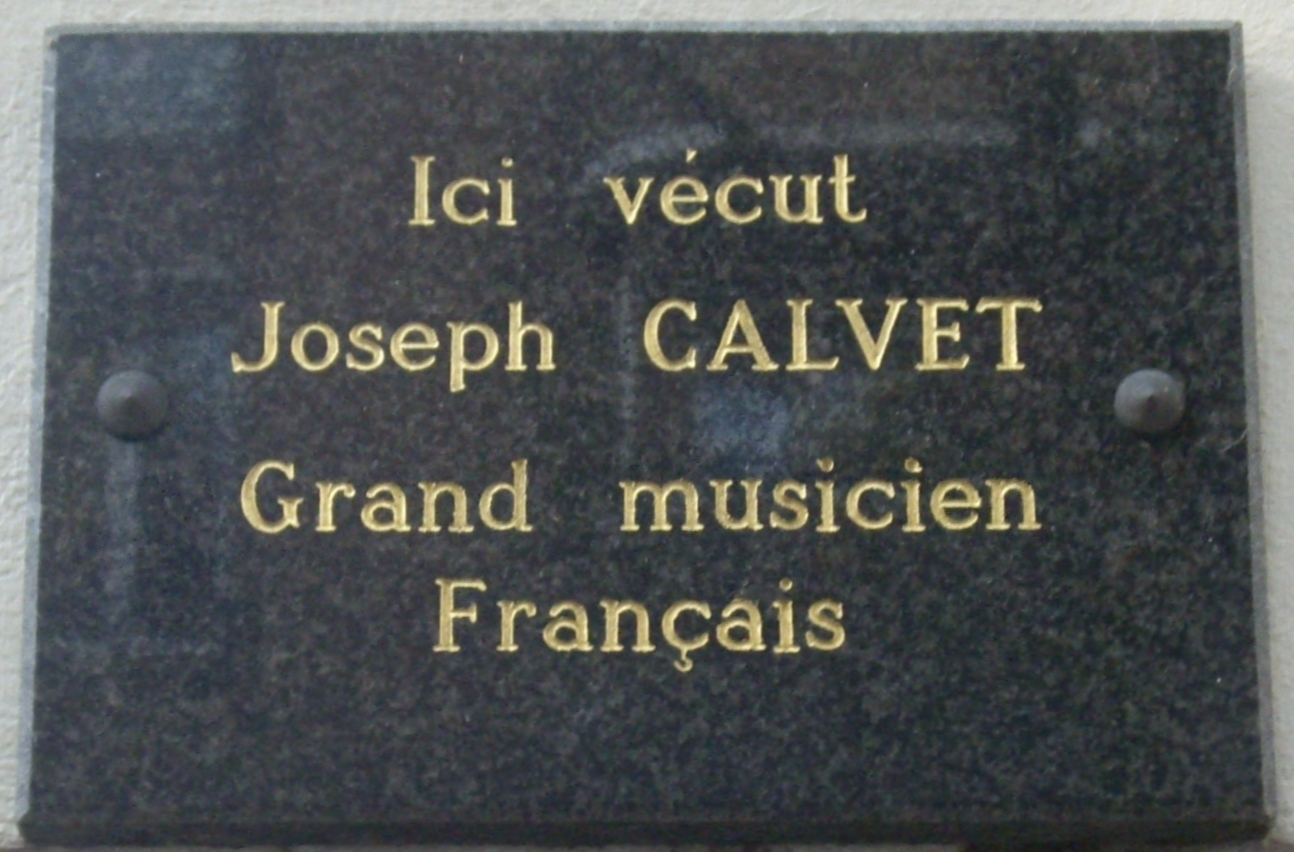
No 2 : plaque commémorative.

- No 1 : Jean-Jacques Morvan, artiste peintre, graveur et sculpteur, vécut à ce numéro[1].
- No 2 : le violoniste Joseph Calvet et le peintre Robert Lotiron ont vécu à cette adresse.